# Comité du thé en Inde
Le Comité du thé en Inde est fondé en 1834 et renommé en Société de l'Assam en 1839.

## Histoire
Lord William Bentinck fonde le Comité du thé en Inde le 1er février 1834. Il comprend sept agents de la Compagnie des Indes orientales, trois marchands de Calcutta et deux notables indiens. La tâche du Comité est d'évaluer les possibilités de plantation, d'exploitation et de commercialisation du thé en Inde. Juste après sa création, Andrew Charlton écrit à l'organisation avoir trouvé un thé aussi bon en Assam qu'en Chine.
L'organisation envoie GJ Gordon, son secrétaire, acheter des graines et acquérir du savoir-faire sur le thé de la part des Chinois. Gordon revient avec 80000 graines et les fait planter au jardin botanique de Calcutta. Francis Jenkins, explorateur, leur affirme avoir trouvé des bonnes zones pour la plantation du thé, et des plantations sont installées là où il le conseille. Le 11 février 1835, le comité nomme Charles Bruce responsable des plantations ; c'est lui qui invente le concept de jardin du thé (en).
Le 10 janvier 1839, la première vente aux enchères de thé d'Assam est réalisée à Londres.
Le Comité du thé en Inde commissionne, en 1848, Robert Fortune, du jardin botanique d’Édimbourg puis de la Royal Horticultural Society de Chiswick, pour un voyage secret d'exploration en Chine. Il arrive clandestinement à percer le mode de préparation du thé alors inconnu des européens. Fortune parvient, déguisé en marchand, à envoyer en Inde après une première tentative infructueuse, 20 000 plants de théiers chinois et surtout à recruter huit fabricants de thé qui livrent à la Compagnie tous les secrets pour mener à bien la culture du thé. Cette effraction est appelée "The Great Tea Robbery" (le Grand Vol du Thé),. La variété assamaise se révèle la mieux adaptée au climat très chaud de la péninsule indienne. Elle est rapidement plantée en Inde et à Ceylan.
En 1839, le Conseil décide de se renommer en Société de l'Assam. En 1859, la Jorehaut Tea Company est créée pour faire concurrence à la Société de l'Assam.